# Abdul Rahman Baba
Abdul Rahman Baba, in England auch bekannt als Baba Rahman (* 2. Juli 1994 in Tamale), ist ein ghanaischer Fußballspieler. Der Linksverteidiger steht bei PAOK Thessaloniki unter Vertrag.

## Karriere

### Vereine
Abdul Rahman Baba begann seine Laufbahn 2004 beim ghanaischen Verein Young Meteors Tamale und spielte später für den Dreamz FC. Im Sommer 2011 wurde er an den ghanaischen Erstligisten Asante Kotoko, mit dem er die ghanaische Fußballmeisterschaft gewann, verliehen. Der Zweitligist SpVgg Greuther Fürth verpflichtete ihn zur Saison 2012/13. Bei seinem Debüt für die SpVgg am 19. August 2012 im DFB-Pokal sah er nach seiner Einwechslung die Rote Karte. Ab Mitte der Saison war er Stammspieler bei den Fürthern.
Im August 2014 wechselte Baba zum Bundesligisten FC Augsburg.
Nach einem Jahr bei den Augsburgern wechselte Baba im August 2015 in die Premier League zum FC Chelsea und unterschrieb einen Fünfjahresvertrag. Nachdem er sich in der Saison 2015/16 keinen Stammplatz erspielt und nur 15 Ligaspiele absolviert hatte, wurde er im Sommer 2016 für die Saison 2016/17 an den FC Schalke 04 ausgeliehen. In der Bundesliga-Hinrunde hatte er 13 Einsätze für Schalke. Im Afrika-Cup im Januar 2017 verletzte er sich schwer am Knie, weswegen er in der Rückrunde nicht mehr eingesetzt wurde.
Nachdem Baba im Sommer zunächst zum FC Chelsea zurückgekehrt war, wechselte er im Januar 2018 auf erneuter Leihbasis zurück zum FC Schalke 04. Sein Leihvertrag war zunächst bis zum 30. Juni 2019 befristet. Da er zunächst noch einen Verletzungsrückstand aufholen musste, kam er erst am letzten Spieltag zum Einsatz. Auch in der Saison 2018/19 konnte sich Baba unter Domenico Tedesco nicht durchsetzen und kam lediglich auf zwei Bundesligaeinsätze.

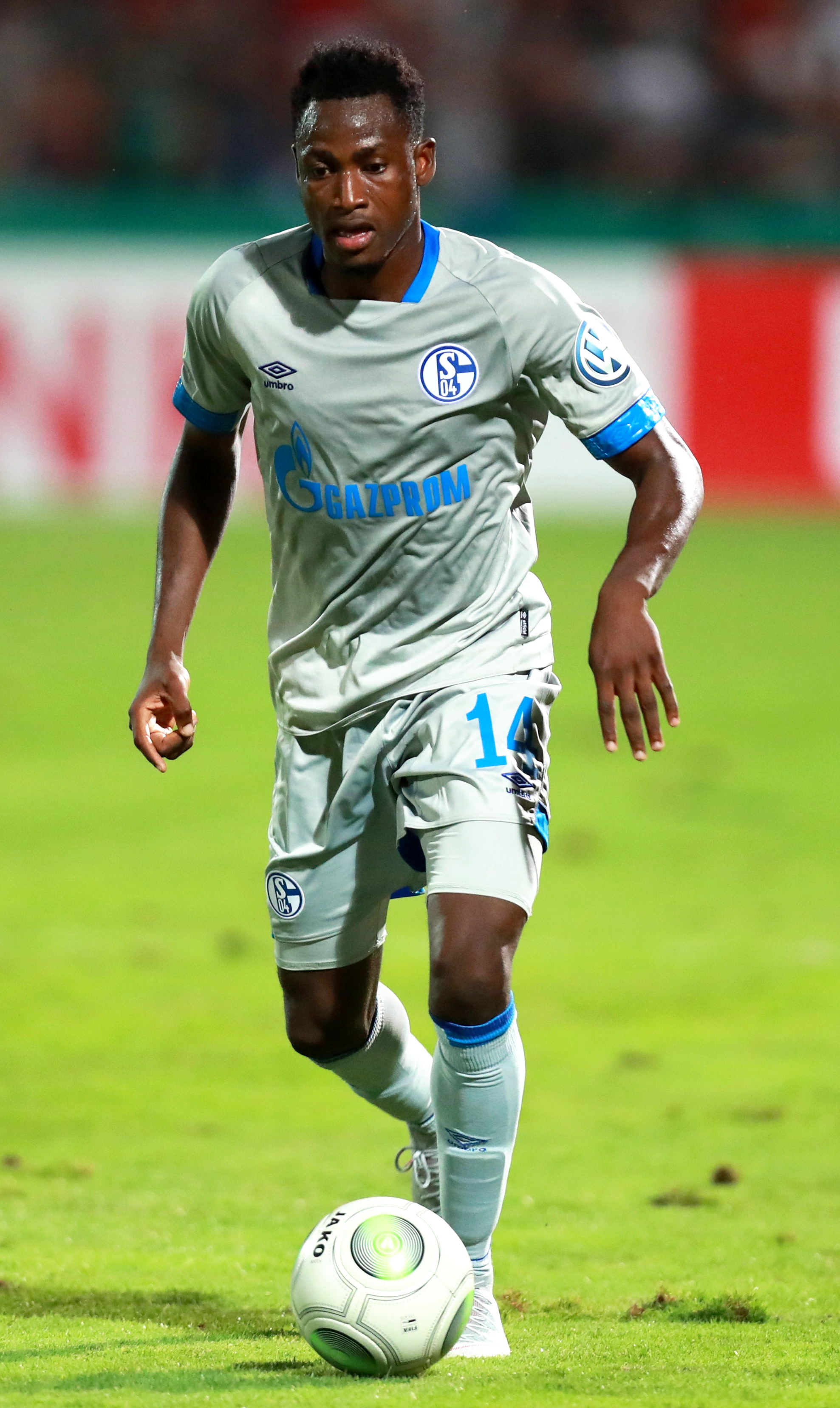
Baba beim FC Schalke (2018)

Ende Januar 2019 wurde die Leihe mit dem FC Schalke 04 vorzeitig beendet und Baba wechselte auf Leihbasis bis zum Ende der Saison 2018/19 in die französische Ligue 1 zu Stade Reims. Bis zum Saisonende kam er in 11 Ligaspielen stets in der Startelf zum Einsatz und erzielte ein Tor. Anschließend verließ er den Verein mit seinem Vertragsende.
Anfang der Saison 2019/20 wurde er an den RCD Mallorca verliehen. Dort kam er zu jeweils zwei Einsätzen in der Liga und der Copa del Rey. Zwischenzeitlich fiel er mit einer Knieverletzung aus. Der RCD Mallorca stieg am Saisonende in die Segunda División ab, woraufhin Baba den Verein verließ.
Zur Saison 2020/21 kehrte Baba zum FC Chelsea zurück und gehörte fortan nur noch der U23 an. Ende Januar 2021 wechselte der 26-Jährige bis zum Saisonende auf Leihbasis zum griechischen Erstligisten PAOK Thessaloniki. Anschließend heuerte der Linksverteidiger für die Saison 2021/22 beim englischen Zweitligisten FC Reading an. Ende August 2022 wurde die Leihe um eine weitere Spielzeit verlängert.
Im Sommer 2023 kehrte er zu PAOK Thessaloniki zurück, diesmal als fest verpflichteter Spieler.

### Nationalmannschaft
2010 wurde Baba erstmals in die ghanaische U-20 Nationalmannschaft berufen und 2012 wurde er zum Kapitän des U-20 Teams bestimmt. Im März 2013 wurde Baba von Nationaltrainer James Kwesi Appiah erstmals für die A-Nationalmannschaft nominiert. Anfang 2015 gehörte er unter Auswahltrainer Avram Grant zum Kader bei der Afrikameisterschaft 2015 und erreichte als Stammspieler mit der Mannschaft das Endspiel. Dort verloren sie das Spiel gegen die Elfenbeinküste im Elfmeterschießen, dabei hatte Baba seinen Elfmeter verwandelt. Auch bei der Fußball-Afrikameisterschaft 2017 in Gabun war Baba im Nationalteam. Er verletzte sich im Vorrundenspiel gegen Uganda schwer am Knie und fiel danach aus.

## Erfolge
- Ghanaischer Meister: 2012
- Griechischer Pokalsieger: 2021
- Griechischer Meister 2024